# Ireland Tri-Nation Series 2019
Die Ireland Tri-Nation Series 2019 war ein Drei-Nationen-Turnier, das vom 5. bis zum 17. Mai 2019 in Irland im One-Day Cricket ausgetragen wurde. Bei dem zur internationalen Cricket-Saison 2019 gehörenden Turnier nahmen neben dem Gastgeber die Mannschaften aus Bangladesch und den West Indies teil.

## Vorgeschichte
Irland spielte vor dem Turnier ein ODI gegen England, für Balngadesch und die West Indies ist es die erste Tour der Saison. Das Turnier dient für die beiden Gastmannschaften sich für den Cricket World Cup 2019 in England vorzubereiten.

## Format
In einer Vorrunde spielte jede Mannschaft gegen jede zwei Mal. Für einen Sieg gab es zwei, für ein Unentschieden oder No Result einen Punkt. Die beiden Gruppenersten qualifizierten sich für das Finale und spielten dort um den Turniersieg.

## Stadien
Die folgenden Stadien wurden für das Turnier ausgewählt und am 21. März 2019 bekanntgegeben.
| Stadion                      | Stadt    | Kapazität | Spiele                |
| ---------------------------- | -------- | --------- | --------------------- |
| Clontarf Cricket Club Ground | Dublin   | 3.200     | 1., 2. & 3. Spiel     |
| Malahide Cricket Club Ground | Malahide | 11.500    | 3. – 5. Spiel; Finale |

## Kaderlisten
Die West Indies benannten ihren Kader am 13. April, Bangladesch am 16. April 2019.
| ODI | ODI | ODI |
| Bangladesch | Irland | West Indies |
| --- | --- | --- |
| - Mashrafe Mortaza (K) - Shakib Al Hasan (VK) - Abu Jayed - Farhad Reza - Litton Das (wk) - Mahmudullah - Mehedi Hasan - Mohammad Mithun (wk) - Mohammad Saifuddin - Mosaddek Hossain - Mushfiqur Rahim (wk) - Mustafizur Rahman - Nayeem Hasan - Rubel Hossain - Sabbir Rahman - Soumya Sarkar - Tamim Iqbal - Taskin Ahmed - Yasir Ali | - William Porterfield (K) - Mark Adair - Andrew Balbirnie - George Dockrell - Josh Little - Andrew McBrine - Barry McCarthy - James McCollum - Tim Murtagh - Kevin O’Brien - Boyd Rankin - Paul Stirling - Stuart Thompson - Lorcan Tucker (wk) - Gary Wilson (wk) | - Jason Holder (K) - Fabian Allen - Sunil Ambris - Darren Bravo - John Campbell - Jonathan Carter - Roston Chase - Sheldon Cottrell - Shane Dowrich - Shannon Gabriel - Shai Hope (wk) - Ashley Nurse - Raymon Reifer - Kemar Roach |

## Tour Match

### ODI gegen England
Zur Vorbereitung auf das Turnier spielte das irische Team ein ODI gegen England.

#### Kaderlisten
England benannte seinen Kader am 17. April 2019.
| ODI | ODI |
| Irland | England |
| --- | --- |
| - William Porterfield (K) - Mark Adair - Andrew Balbirnie - George Dockrell - Josh Little - Andy McBrine - Barry McCarthy - James McCollum - Tim Murtagh - Kevin O’Brien - Boyd Rankin - Paul Stirling - Stuart Thompson - Lorcan Tucker (wk) - Gary Wilson (wk) | - Eoin Morgan (K) - Jofra Archer - Sam Billings (wk) - Tom Curran - Joe Denly - Ben Duckett - Ben Foakes (wk) - Alex Hales - Chris Jordan - Dawid Malan - Liam Plunkett - Adil Rashid - Joe Root - Jason Roy - James Vince - David Willey - Mark Wood |

#### ODI in Malahide
| 3. Mai Scorecard | Malahide | Irland 198 (43.1/45)          | – | England 199-6 (42/45) |
|                  |          | England gewinnt mit 4 Wickets |   |                       |

## Spiele

### Vorrunde
Tabelle
| Teams       | Sp. | S | N | U | R | NR | Punkte | NRR    |
| ----------- | --- | - | - | - | - | -- | ------ | ------ |
| Bangladesch | 4   | 3 | 0 | 0 | 0 | 1  | 8      | +0.622 |
| West Indies | 4   | 2 | 2 | 0 | 0 | 0  | 4      | +0.843 |
| Irland      | 4   | 0 | 3 | 0 | 0 | 1  | 2      | −1.783 |

Sieg: 2 Punkte; Remis: 1 Punkte
Spiele
| 5. Mai Scorecard | Dublin | West Indies 381-3 (50)           | – | Irland 185 (34.4) |
|                  |        | West Indies gewinnt mit 196 Runs |   |                   |

| 7. Mai Scorecard | Dublin | West Indies 261-9 (50)            | – | Bangladesch 264-2 (45) |
|                  |        | Bangladesch gewinnt mit 8 Wickets |   |                        |

| 9. Mai Scorecard | Malahide | Irland   | – | Bangladesch |
|                  |          | Abgesagt |   |             |

| 11. Mai Scorecard | Malahide | Irland 327-5 (50)                 | – | West Indies 331-5 (47.5) |
|                   |          | West Indies gewinnt mit 5 Wickets |   |                          |

| 13. Mai Scorecard | Malahide | West Indies 247-9 (50)            | – | Bangladesch 248-5 (50) |
|                   |          | Bangladesch gewinnt mit 5 Wickets |   |                        |

| 15. Mai Scorecard | Dublin | Irland 292-8 (50)                 | – | Bangladesch 294-4 (43) |
|                   |        | Bangladesch gewinnt mit 6 Wickets |   |                        |

### Finale
| 17. Mai Scorecard | Malahide | West Indies 152-1 (24/24)                      | – | Bangladesch 213-5 (22.4/24) |
|                   |          | Bangladesch gewinnt mit 5 Wickets (D/L method) |   |                             |